# رانشو أليغري دي أويستي
رانشو أليغري دي أويستي بلدية في ولاية بارانا في المنطقة الجنوبية من البرازيل.   